# Elzniederung zwischen Kenzingen und Rust
Elzniederung zwischen Kenzingen und Rust este o arie protejată (sit de importanță comunitară — SCI, arie de protecție specială avifaunistică — SPA) din Germania întinsă pe o suprafață de 1.084,97 ha, integral pe uscat.

## Localizare
Centrul sitului Elzniederung zwischen Kenzingen und Rust este situat la coordonatele 48°14′06″N 7°44′09″E / 48.235°N 7.7358°E.

## Înființare
Situl Elzniederung zwischen Kenzingen und Rust a fost declarat arie de protecție specială avifaunistică în martie 2001 pentru a proteja 16 specii de animale. Situl a fost protejat și ca sit de importanță comunitară în martie 2001.

## Biodiversitate
Situată în ecoregiunea continentală, aria protejată nu include niciun habitat protejat.
La baza desemnării sitului se află mai multe specii protejate de  păsări (16): barză albă (Ciconia ciconia ciconia), erete vânăt (Circus cyaneus), porumbel de scorbură (Columba oenas), prepeliță (Coturnix coturnix), presură sură (Emberiza calandra), șoimul rândunelelor (Falco subbuteo), sfrâncioc roșiatic (Lanius collurio), sfrâncioc mare (Lanius excubitor excubitor), gaia neagră (Milvus migrans), gaia roșie (Milvus milvus), Numenius arquata arquata, bătăuș (Philomachus pugnax), mărăcinar (Saxicola rubetra), mărăcinar negru (Saxicola torquatus), fluierar de mlaștină (Tringa glareola), nagâț (Vanellus vanellus).